# Liberałowie Serbii
Liberałowie Serbii (serb. Liberali Srbije / Либерали Србије) – serbska partia polityczna o profilu liberalnym, działająca w latach 1990–2010, do 2003 pod nazwą Nowa Demokracja (serb. Nova demokratija / Нова демократија, ND).
Partię na bazie struktur młodzieżowej organizacji socjalistycznej w 1990 założył Dušan Mihajlović, samorządowiec i przedsiębiorca z Valjeva. W 1992 i w 1993 partia uzyskała małą reprezentację w serbskiej Skupsztinie w ramach opozycyjnej koalicji DEPOS. Nowa Demokracja w 1994 dołączyła do rządu kontrolowanego przez Socjalistyczną Partię Serbii. W 1997 wystartowała w koalicji wyborczej z SPS i Jugosłowiańską Lewicą. Przeszła do opozycja, gdy w skład koalicji rządowej weszła Serbska Partia Radykalna. Współpracowała z innymi antyrządowymi partiami, w tym w 2000 przystąpiła do Demokratycznej Opozycji Serbii. ND w ramach DOS w wyborach w 2000 uzyskała 9 mandatów poselskich, a jej przywódca objął urząd wicepremiera i ministra spraw wewnętrznych w gabinecie Zorana Đinđicia. W 2003 Nowa Demokracja zmieniła nazwę na partię Liberałowie Serbii. Samodzielnie startowała w wyborach w 2003, uzyskując 0,6% głosów i nie przekraczający wyborczego progu. Dušan Mihajlović wycofał się z działalności politycznej. Od 2005 partia nie prowadziła zauważalnej aktywności, w 2010 nie zarejestrowała się ponownie i została wykreślona z ewidencji.